# يوليا فيدوسوفا
يوليا فيدوسوفا (بالفرنسية: Youlia Fedossova)‏ مواليد 1 يوليو 1988 في نوفوسيبيرسك، الاتحاد السوفيتي، هي لاعبة كرة مضرب فرنسية سابقة بدأت مسيرتها كمحترفة سنة 2001 وكانت تلعب باليد اليمنى، اعتزلت اللعب في 2011. أعلى تصنيف لها في الفردي كان المركز الـ 107 في سنة 2007. أعلى تصنيف لها في الزوجي كان 171.

## روابط خارجية
- يوليا فيدوسوفا على موقع رابطة محترفات التنس (الإنجليزية)
- يوليا فيدوسوفا على موقع الاتحاد الدولي لكرة المضرب (الإنجليزية)
- يوليا فيدوسوفا على موقع إي إس بي إن.كوم (الإنجليزية)